# Landtagswahl in Kärnten 1999
- SPÖ: 12
- ÖVP: 8
- FPÖ: 16

Die Landtagswahl in Kärnten 1999 fand am 7. März 1999 statt. Dabei verlor die Sozialdemokratische Partei Österreichs (SPÖ) ihre Mandats- und Stimmenmehrheit sowie zwei Mandate an die Freiheitliche Partei Österreichs (FPÖ), die drei Mandate hinzugewinnen konnte und erstmals in ihrer Geschichte in einem Bundesland zur stärksten Kraft aufstieg. Die Österreichische Volkspartei (ÖVP) konnte ihre 1994 begonnene Erholung nicht fortsetzen und erzielte ihr schlechtestes Ergebnis in Kärnten seit 1945.
Neben den drei im Landtag etablierten Parteien kandidierte auch die Plattform Demokratie 99, ein Wahlbündnis der Grünen Kärnten, der Vereinten Grünen Österreichs (VGÖ), der Einheitsliste – Enotna Lista (EL) und des Liberalen Forums (LIF) sowie die Kommunistische Partei Österreichs (KPÖ), die jedoch am Einzug in den Landtag scheiterten.
1999 waren 420.344 Menschen bei der Landtagswahl stimmberechtigt, wobei dies eine Steigerung der Wahlberechtigten um 2.724 Personen bedeutete. Die Wahlbeteiligung lag 1999 bei 80,50 % und war damit gegenüber 1994 (85,32 %) deutlich gesunken.

## Gesamtergebnis
|                                              | Ergebnisse 1999  | Ergebnisse 1999  | Ergebnisse 1999  | Ergebnisse 1994  | Ergebnisse 1994  | Ergebnisse 1994  | Differenzen | Differenzen | Differenzen |  |
| -------------------------------------------- | ---------------- | ---------------- | ---------------- | ---------------- | ---------------- | ---------------- | ----------- | ----------- | ----------- |  |
| Wahlberechtigte                              | 420.344          | 420.344          | 420.344          | 417.620          | 417.620          | 417.620          | + 2.724     | + 2.724     | + 2.724     |  |
| Wahlbeteiligung                              | 80,50 %          | 80,50 %          | 80,50 %          | 85,32 %          | 85,32 %          | 85,32 %          | - 4,82 %    | - 4,82 %    | - 4,82 %    |  |
|                                              | Stimmen          | %                | Mand.            | Stimmen          | %                | Mand.            | Stimmen     | %           | Mand.       |  |
| Abgegebene Stimmen                           | 338.394          |                  |                  | 356.311          |                  |                  | - 17.917    |             |             |  |
| Ungültig                                     | 6.033            | 1,78 %           |                  | 6.414            | 1,80 %           |                  | - 381       | - 0,02 %    |             |  |
| Gültig                                       | 332.361          | 98,22 %          |                  | 349.897          | 98,20 %          |                  | - 17.563    | + 0,02 %    |             |  |
| Partei                                       |                  |                  |                  |                  |                  |                  |             |             |             |  |
| Sozialdemokratische Partei Österreichs (SPÖ) | 109.228          | 32,86 %          | 12               | 130.768          | 37,37 %          | 14               | - 21.540    | - 4,51 %    | - 2         |  |
| Freiheitliche Partei Österreichs (FPÖ)       | 139.778          | 42,06 %          | 16               | 116.419          | 33,27 %          | 13               | + 23.359    | + 8,79 %    | + 3         |  |
| Österreichische Volkspartei (ÖVP)            | 68.940           | 20,74 %          | 8                | 83.224           | 23,79 %          | 9                | - 14.284    | - 3,05 %    | - 1         |  |
| Demokratie 99 (D)1                           | 13.056           | 3,93 %           | 0                | 19.078           | 5,45 %           | 0                | - 6.022     | - 1,52 %    | ± 0         |  |
| Kommunistische Partei Österreichs (KPÖ)      | 1.359            | 0,41 %           | 0                | nicht kandidiert | nicht kandidiert | nicht kandidiert | + 1.359     | + 0,41 %    | ± 0         |  |
| Die Beste Partei (DBP)                       | nicht kandidiert | nicht kandidiert | nicht kandidiert | 408              | 0,12 %           | 0                | - 408       | - 0,12 %    | ± 0         |  |
| Gesamt                                       | 332.361          | 100,00 %         | 36               | 349.897          | 100,00 %         | 36               | - 17.536    |             |             |  |

1Vergleichszahlen von 1994 Summe der Einzelergebnisse des Parteibündnisses

## Folgen
Nach dem Erfolg der FPÖ bei der Landtagswahl 1999 wurde erneut Jörg Haider zum Landeshauptmann gewählt, der dieses Amt bereits von 1989 bis 1991 innehatte.